# Silla (Rapper)/Diskografie
Diese Diskografie ist eine Übersicht über die musikalischen Werke des deutschen Rappers Silla und seiner Pseudonyme wie Godsilla.

## Alben

### Studioalben
| Jahr | Titel                      | Höchstplatzierung, Gesamtwochen, AuszeichnungChartplatzierungen (Jahr, Titel, Platzierungen, Wochen, Auszeichnungen, Anmerkungen) | Höchstplatzierung, Gesamtwochen, AuszeichnungChartplatzierungen (Jahr, Titel, Platzierungen, Wochen, Auszeichnungen, Anmerkungen) | Höchstplatzierung, Gesamtwochen, AuszeichnungChartplatzierungen (Jahr, Titel, Platzierungen, Wochen, Auszeichnungen, Anmerkungen) | Anmerkungen                                               |
| Jahr | Titel                      | DE | AT | CH | Anmerkungen                                               |
| ---- | -------------------------- | --- | --- | --- | --------------------------------------------------------- |
| 2004 | Übertalentiert             | — | — | — | Erstveröffentlichung: 2004 Premium-Edition: 23. März 2007 |
| 2006 | Massenhysterie             | — | — | — | Erstveröffentlichung: 11. September 2006                  |
| 2007 | City of God                | — | — | — | Erstveröffentlichung: 26. Oktober 2007                    |
| 2011 | Silla Instinkt             | DE30 (1 Wo.)DE | AT51 (1 Wo.)AT | CH60 (2 Wo.)CH | Erstveröffentlichung: 4. März 2011                        |
| 2012 | Wiederbelebt               | DE10 (2 Wo.)DE | AT32 (1 Wo.)AT | — | Erstveröffentlichung: 8. Juni 2012                        |
| 2012 | Die Passion Whisky         | DE15 (1 Wo.)DE | AT35 (1 Wo.)AT | CH33 (1 Wo.)CH | Erstveröffentlichung: 7. Dezember 2012                    |
| 2014 | Audio Anabolika            | DE12 (1 Wo.)DE | AT31 (1 Wo.)AT | CH23 (1 Wo.)CH | Erstveröffentlichung: 21. November 2014                   |
| 2015 | Vom Alk zum Hulk           | DE5 (2 Wo.)DE | AT20 (1 Wo.)AT | CH4 (2 Wo.)CH | Erstveröffentlichung: 7. August 2015                      |
| 2016 | Es war einmal in Südberlin | DE21 (1 Wo.)DE | AT62 (1 Wo.)AT | CH55 (1 Wo.)CH | Erstveröffentlichung: 21. Oktober 2016                    |
| 2017 | Blockchef                  | DE31 (1 Wo.)DE | — | CH77 (1 Wo.)CH | Erstveröffentlichung: 7. Juli 2017                        |
| 2019 | Silla Instinkt 2           | DE30 (1 Wo.)DE | — | — | Erstveröffentlichung: 20. September 2019                  |
| 2021 | Unsterblich                | DE30 (1 Wo.)DE | — | CH97 (1 Wo.)CH | Erstveröffentlichung: 23. April 2021                      |
| 2024 | Silla Instinkt 3           | — | — | — | Erstveröffentlichung: 8. März 2024                        |

### Kollaboalben
| Jahr | Titel                 | Höchstplatzierung, Gesamtwochen, AuszeichnungChartplatzierungen (Jahr, Titel, Platzierungen, Wochen, Auszeichnungen, Anmerkungen) | Höchstplatzierung, Gesamtwochen, AuszeichnungChartplatzierungen (Jahr, Titel, Platzierungen, Wochen, Auszeichnungen, Anmerkungen) | Höchstplatzierung, Gesamtwochen, AuszeichnungChartplatzierungen (Jahr, Titel, Platzierungen, Wochen, Auszeichnungen, Anmerkungen) | Anmerkungen                                    |
| Jahr | Titel                 | DE | AT | CH | Anmerkungen                                    |
| ---- | --------------------- | --- | --- | --- | ---------------------------------------------- |
| 2008 | Südberlin Maskulin    | DE22 (3 Wo.)DE | — | CH81 (1 Wo.)CH | Erstveröffentlichung: 29. August 2008 mit Fler |
| 2012 | Südberlin Maskulin II | DE6 (3 Wo.)DE | AT11 (2 Wo.)AT | CH7 (3 Wo.)CH | Erstveröffentlichung: 9. März 2012 mit Fler    |

Weitere Kollaboalben
- 2005: Schmutzige Euros (mit King Orgasmus One)
- 2007: Schmutzige Euros 2 (mit King Orgasmus One)

### Mixtapes
- 2012: Monster Tour Mixtape
- 2015: Testo Tape
- 2015: Testo Tape 2
- 2017: Killaz Vol. 1
- 2022: Killaz Vol. 2

## Singles

### Als Leadmusiker
| Jahr | Titel Album                      | Höchstplatzierung, Gesamtwochen, AuszeichnungChartplatzierungen (Jahr, Titel, Album, Platzierungen, Wochen, Auszeichnungen, Anmerkungen) | Höchstplatzierung, Gesamtwochen, AuszeichnungChartplatzierungen (Jahr, Titel, Album, Platzierungen, Wochen, Auszeichnungen, Anmerkungen) | Höchstplatzierung, Gesamtwochen, AuszeichnungChartplatzierungen (Jahr, Titel, Album, Platzierungen, Wochen, Auszeichnungen, Anmerkungen) | Anmerkungen                                     |
| Jahr | Titel Album                      | DE | AT | CH | Anmerkungen                                     |
| ---- | -------------------------------- | --- | --- | --- | ----------------------------------------------- |
| 2012 | Bleib wach Südberlin Maskulin II | DE79 (1 Wo.)DE | — | — | Erstveröffentlichung: 24. Februar 2012 mit Fler |

Weitere Singles
| - 2008: Ich bin ein Rapper (mit Frank White) - 2010: Vogel flieg (mit Kitty Kat) - 2011: Polosport Massenmord (mit Fler & MoTrip) - 2012: Die Passion - 2013: Der erste Winter (mit Cassandra Steen) - 2014: Echo (mit Flo Mega) - 2015: 100 Killa Bars - 2015: Die Letzten ihrer Art - 2015: G.O.D. - 2015: Sixpack - 2015: Arnold - 2016: Die beste Zeit ist jetzt (mit MoTrip & Karen Firlej) - 2017: T-800 - 2017: Barrio (feat. Julian Williams & Presto) - 2017: Keine Tränen - 2018: Alles zersägt - 2018: Vergiss - 2019: Tempelhof Samurai - 2019: Yuri Boyka - 2019: Groß in Berlin | - 2019: O-Dog - 2019: Von nichts zu etwas zu allem - 2019: Mainstream - 2019: Kopfkino - 2020: Quitt - 2020: Stunts - 2020: Wir sind jung und brauchen die Welt (feat. Ansen) - 2020: Unsterblich (feat. Eko Fresh) - 2020: Drive - 2020: So perfekt (feat. Karen) - 2021: Alleine (feat. Lynn) - 2021: Indianer (feat. Chakuza) - 2021: Godzilla - 2021: Zu spät - 2021: Gameover (mit Jay) - 2021: Verloren - 2021: Blackout - 2021: Nie genug (feat. Terry Joe) - 2023: Kein Superstar |

### Als Gastmusiker
| Jahr | Titel Album                                   | Höchstplatzierung, Gesamtwochen, AuszeichnungChartplatzierungen (Jahr, Titel, Album, Platzierungen, Wochen, Auszeichnungen, Anmerkungen) | Höchstplatzierung, Gesamtwochen, AuszeichnungChartplatzierungen (Jahr, Titel, Album, Platzierungen, Wochen, Auszeichnungen, Anmerkungen) | Höchstplatzierung, Gesamtwochen, AuszeichnungChartplatzierungen (Jahr, Titel, Album, Platzierungen, Wochen, Auszeichnungen, Anmerkungen) | Anmerkungen |
| Jahr | Titel Album                                   | DE | AT | CH | Anmerkungen |
| ---- | --------------------------------------------- | --- | --- | --- | --- |
| 2016 | Wie ein Mann (Prachtkerle Remix) Schwermetall | — | — | — | Erstveröffentlichung: 22. April 2016 Pedaz feat. MoTrip, Silla, JokA, RAF Camora, Sinan-G, Joshi Mizu, Blut & Kasse & Sido                                                                                 |
| 2020 | Bist du wach? –                               | DE31 (1 Wo.)DE | — | — | Erstveröffentlichung: 3. April 2020 Azzi Memo feat. Nate57, Veysel, Sinan-G, Kool Savas, NKSN, Rola, Disarstar, Maestro, Hanybal, Celo & Abdi, Manuellsen, Silla, Credibil, Ali471, Milonair, Mortel & KEZ |

## Boxsets
- 2012: Monsterbox (Inhalt: Übertalentiert, Massenhysterie, City of God, Wiederbelebt + DVD)

## Promoveröffentlichungen
Freetracks
- 2004: So und nicht anders (feat. Vero One)
- 2005: Ich bin hier (Juice-CD #49)
- 2006: Ich hol mir das Gold (feat. Bass Sultan Hengzt)
- 2006: Alarmstufe Rot (feat. JokA)
- 2007: Kriegsmusik
- 2007: Schrei für Berlin (feat. Tayler)
- 2008: Ich frage mich (Juice-Exclusive! auf Juice-CD #80)
- 2008: Für dich (feat. Fler und Reason)
- 2008: Hurensohn (feat. Fler und Reason)
- 2008: Guten Rutsch (Titel gegen Bushido)
- 2009: Baby (feat. Fler und Reason)
- 2009: Früher wart ihr Fans (feat. Kitty Kat und Fler)
- 2009: Glühbirne (feat. JokA und MoTrip)
- 2010: Genauso
- 2010: Punisher
- 2010: Was ist Rap für dich? (feat. MoTrip)
- 2010: Halt die Fresse 3 Allstars (feat. Various Artists)
- 2010: Columbine! (feat. Twin, Criz und Haftbefehl)
- 2010: Kinderaugen (feat. Jonesmann)
- 2011: Spiegelbild (Remix) (feat. Fler, G-Hot und MoTrip)
- 2014: Gangster-Rap 2.0 (feat. Fler)
- 2014: Wie neugeboren (Juice-Exclusive! auf Juice-CD #163)
- 2014: Mach dir keine Sorgen (feat. Blut & Kasse)

## Sonderveröffentlichungen

### Gastbeiträge
| - 2003: Es liegt meist nicht an Rap, Ausnahmezustand & Toys auf Serkulation von Serk - 2003: AHAAHA & Casino (Remix) auf Rap braucht kein Abitur von Bass Sultan Hengzt - 2003: Fick mich Collabo auf Fick mich und halt dein Maul von King Orgasmus One - 2003: Kings, Drogen, Bitches & Geld, Rapresent & Dein Scheiß auf Orgi Pörnchen - Der Soundtrack von King Orgasmus One - 2004: Gott sei dank & Du bist ein… auf Orgi Pörnchen 2 - Soundtrack von King Orgasmus One - 2005: Stay Awake, Pörnchen Kollabo, Zurück in die Zukunft & Ich mach Alarm auf Orgi Pörnchen 3 - Soundtrack von King Orgasmus One - 2005: Die Stimme der Nation auf Staatsfeind Nr. 1 von Bushido - 2006: Nehmen nehmen, geben geben & BMW auf Millionär Single von Bass Sultan Hengzt - 2006: All I have & Ohne dich ?! auf Diss mich nich von Serk - 2006: P.O.G.S auf Führt mich zum Schotter von Plaetter Pi - 2006: Nur ein Leben & Übermacht auf Blut gegen Blut von Massiv - 2006: Game Over, Naiv & Arschkarte auf Orgianal Arschgeil von King Orgasmus One - 2006: Keine Angst auf Berliner Schnauze von Bass Sultan Hengzt - 2006: Deswegen rapp ich & Cashflow auf Orgi Pörnchen 4 - Soundtrack von King Orgasmus One - 2006: Lauf auf Das Beste von MOK - 2006: Meine Gegend auf Horrorkore Mixtape Teil 1 von MC Basstard & Massiv - 2006: Miese Lage & Die Banger sind hier auf Ready to Rumble von Clickx - 2007: Deadly Games & In den Jeans auf Der Schmetterlingseffekt von Bass Sultan Hengzt - 2007: Arschgefickt auf Demonenpark von Skinny Al - 2007: Lauf Pt. 2 auf Hustler von Mok - 2007: Wenig Zeit auf Die nächste Kugel im Lauf von Sera Finale - 2007: Image auf Base Ventura von Marteria - 2007: Kinder der Straße auf Chaos in der Loge von Asek - 2007: Berliner Battlen Opfah & Es gibt kein Battle 2 auf La Petite Mort von King Orgasmus One - 2007: Wir ändern uns nie auf Wir nehmen auch Euro von DJ Sweap & DJ Pfund 500 - 2007: Tokat auf Killatape Vol. 2 von Automatikk - 2008: Macht Platz & Alles was ich bin 2 auf Explosiv von Amir - 2008: Niemals genug auf Straßenpolitik von Jalil - 2008: ILM am Asphalt auf Kinder des Himmels von Nazar - 2008: Wo gehöre ich hin? auf Gehirnwäsche von JokA - 2008: Himmelfahrtskommando auf Orgi Pörnchen 5 - Soundtrack von King Orgasmus One - 2008: Schicksal auf Einzelkämpfer von Brisk Fingaz - 2008: Alles meins, Südberlin Maskulin, Pass auf, Nacht und Nebel Aktion & Geld oder tot auf Fremd im eigenen Land von Fler - 2009: Goldkettentrend 3 auf Zahltag von Bass Sultan Hengzt - 2009: Gangsta Rapper, Rap Elektroschock & Was ist Peace? auf Fler von Fler - 2009: Dankeschön auf Zeit zum Scheinen von Jeyz - 2009: Was wäre wenn? auf Alles inklusive von TA\|KS - 2009: Silla mit dem Killa auf Paradox von Nazar - 2010: Fuck tha Police 2010 auf Azphalt Inferno 2 von Azad - 2010: Deutschraps Elite auf Halbblut von El-Mo - 2010: Kopfgefickt auf Flersguterjunge von Fler - 2010: King auf Affenzirkus - Hart und direkt | - 2010: Illegal auf Dreckig, Eisern und Loyal von Twin - 2010: Yo Remix auf Therapie nach dem Album von RAF Camora - 2010: Homie, Maskulin 2010, Cypher, Die Bombe, Mein Geld & Maskulin ist im Gebäude von Jalil - 2010: Unzensiert auf Jokamusic von JokA - 2010: Stirb langsam auf La Petite Mort 2 - Moderne Sklaverei von King Orgasmus One - 2011: Scheiß auf Rap auf Nackenklatscher von Beirut - 2011: Was geht bei dir? auf Ein Hauch von Gift von Bizzy Montana - 2011: Polosport Massenmord, Gangster Frank White, Kein Fan davon & Echte Gangster tanzen nicht auf Airmax Muzik II von Fler - 2011: Nie an mich geglaubt (Maskulin Remix) auf Nie an mich geglaubt von Fler - 2011: Ich seh’ was auf Scheinwelt von Greckoe - 2011: Spiegelbild (Maskulin Remix) auf Spiegelbild Single von Fler - 2011: Minutentakt (Maskulin Remix) & Geld macht mich geil auf Minutentakt Single von Fler - 2011: Immer noch kein Fan davon auf Im Bus ganz hinten von Fler - 2011: Die Sterne die auf’s Ghetto knallen auf Blut gegen Blut II von Massiv - 2011: Die Streets & Nightlife auf Nicotin von Nicone - 2011: Zeitmaschine auf Streben nach Glück von PA Sports - 2011: Jeder Tag (Remix) auf Jeder Tag Single von RAF Camora - 2012: Roboter Remix auf RAF 3.0 von RAF 3.0 - 2012: Du erinnerst dich auf Anti Strass - Das verlorene Album von Serk - 2012: Wir sind Monsta auf Roboblokk von Blokkmonsta - 2012: Zu Gangster & Du bist es wert auf Hinter blauen Augen von Fler - 2012: Ghetto Boys auf Beiß in den Fisch von El Moussaoui - 2012: Vergessen wie man lacht, Meine Freunde, Bis das Mic fällt & Schlaflos auf Unter die Haut von Lonyen - 2012: Kettenreaktion & Rapführerschein auf Embryo von MoTrip - 2012: Lass es beginnen auf Narkose von Nazar - 2013: Ertränk den Alkohol auf Alles kommt zurück von Alpa Gun - 2013: Echte Männer & Die Liga der Kriminellen auf Blaues Blut von Fler - 2013: Puls explodiert auf Ultraviolett von Metrickz - 2014: Noch ein paar Hits & Auf all euren Wegen auf Amargeddon von Amar - 2014: Ihr habt uns so gemacht & Gangster-Rap 2.0 auf Neue Deutsche Welle 2 von Fler - 2014: Anders als wir auf Hoodrich von Said - 2015: Universal auf Alien EP von MoTrip - 2015: Schwindelfrei auf Polaroid EP von JokA - 2016: Schnelles Geld auf Free Sinan-G von Sinan-G - 2016: Wie ein Mann (Prachtkerle Remix) auf Schwermetall von Pedaz - 2022: Côte d'Azur von Mazio & NzumQ - 2023: Kein Zurück von Mazio & NzumQ - 2023: Kylie J von Mazio & NzumQ - 2023: Saint Tropez von Mazio - 2023: Kein Superstar - 2023: Highlight von Daniele Terranova - 2024: Stimme von Mazio |

### Samplerbeiträge
- 2008: ILM & TOK TOK auf I Luv Money Records Präsentiert – ILM Sampler Vol. 2 von I Luv Money Records
- 2008: Wenn sie kommen, Silla Instinkt & Anti Ansage auf Aggro Anti Ansage Nr. 8 von Aggro Berlin
- 2011: Diverse auf Maskulin Mixtape Vol. 1
- 2011: So ist das auf Hip Hop lebt Vol. 2
- 2012: Atme ein, Atme aus, Jeder weiß & Nur der Mond ist mein Zeuge 2 auf Maskulin Mixtape Vol. 2
- 2013: Hardcore, Dope, Schwarzes Tanktop, Absolut Silla & Money auf Maskulin Mixtape Vol. 3
- 2014: Masq, Safari, Kriminelle Energie, Mr. Officer, Silberrücken, Pain & Gain & Denn sie wissen nicht was sie tun auf Maskulin Mixtape Vol. 4

## Statistik

### Chartauswertung
|                     | DE     | AT    | CH    |
| ------------------- | ------ | ----- | ----- |
| Nummer-eins-Alben   | DE—DE  | AT—AT | CH—CH |
| Top-10-Alben        | DE3DE  | AT—AT | CH2CH |
| Alben in den Charts | DE10DE | AT7AT | CH9CH |

|                       | DE    | AT    | CH    |
| --------------------- | ----- | ----- | ----- |
| Nummer-eins-Singles   | DE—DE | AT—AT | CH—CH |
| Top-10-Singles        | DE—DE | AT—AT | CH—CH |
| Singles in den Charts | DE2DE | AT—AT | CH—CH |